# Rhodiola bupleuroides
Rhodiola bupleuroides är en fetbladsväxtart som först beskrevs av Nathaniel Wallich, Joseph Dalton Hooker och Thoms., och fick sitt nu gällande namn av Fu. Rhodiola bupleuroides ingår i släktet rosenrötter, och familjen fetbladsväxter. Utöver nominatformen finns också underarten R. b. parva.